# Sweeney Mountains
Die Sweeney Mountains sind eine Gruppe von Bergen im Osten des westantarktischen Ellsworthlands. Sie erstrecken sich über eine Länge von 65 km und liegen 48 km nördlich der Hauberg Mountains. Zu ihnen gehören von Westen nach Osten die Morgan-Nunatakker, Mount Smart, Mount Ballard, Mount Edward, Mount Jenkins, der Potter Peak, die Anderson-Nunatakker und der Hagerty Peak.
Entdeckt wurden sie bei der US-amerikanischen Ronne Antarctic Research Expedition (1947–1948). Expeditionsleiter Finn Ronne benannte sie nach Catherine Sweeney (1914–1995), Ehefrau von Edward C. Sweeney (1906–1967), einem Sponsor der Expedition.